# 瓜拉尼-达斯米松伊斯
瓜拉尼-达斯米松伊斯是巴西南大河州的一个市镇。总面积290.495平方公里，总人口8331人，人口密度28.7人/平方公里。